# Lillbjörnen
Lillbjörnen (kleine beer) is een Zweeds rotseiland / zandbank behorend tot de Lule-archipel. Het eiland ligt ten zuiden van Kluntarna en behoort tot het Natuurreservaat Kluntarna. Op dit eiland vindt men regelmatig zwarte zeekoeten, gewone alken en aalscholvers. Het heeft geen oeververbinding en is onbebouwd.
Björkskäret · Granskäret · Kluntarna · Lillbjörnen · Lillhällan · Sikhällan · Sikrevet · Stor-Kallgröten · Storhällan · Spålgrundet